# Национальный банк Греции
Национа́льный банк Гре́ции (греч. Εθνική Τράπεζα της Ελλάδος, ΕΤΕ, англ. National Bank of Greece SA, NBG) — второй по величине и старейший банк Греции. Штаб-квартира — в Афинах. В июне 2018 года банк находился на 1616-м месте, уступая греческому Piraeus Bank (1606-е место), в списке Forbes Global 2000 с выручкой 2,4 млрд долларов США, чистым убытком 226 млн долларов США, активами 77,8 млрд долларов США (403-е место) и капитализацией 3,4 млрд долларов США.

## История

Старый логотип Национального банка Греции

Основан в 1841 году Георгиосом Ставросом. В 1880 году банк одним из первых вошёл в листинг Фондовой биржи Афин. В 1891 году банк основал дочернюю страховую компанию The Ethniki Hellenic General Insurance Company SA («Η Εθνική»), а в 1927 году — «Национальный ипотечный банк» («Εθνική Κτηματική Τράπεζα»). До создания Банка Греции в 1928 году банк был эмиссионным и выпускал деньги. В 1953 году банк слился с Банком Афин, который был основан в 1893 году, с образованием мощной финансовой организации, на которую приходилось две трети депозитных вкладов в стране. В 1977 году банком был создан отдел исторического архива, который начал сбор и систематизацию документов по истории банка и страны в целом. В 1998 году Банк провел слияние ради поглощения своей дочерней компании «Национальный ипотечный банк Греции» («Εθνική Κτηματική Τράπεζα της Ελλάδος Α.Ε.»), который был создан при слиянии двух бывших филиалов компании, «Национального ипотечного банка Греции» («Εθνική Κτηματική Τράπεζα της Ελλάδος Α.Ε.») и «Национального жилищного банка Греции» («Εθνική Στεγαστική Τράπεζα της Ελλάδος Α.Ε.») для обслуживания клиентов в области жилищного и ипотечного кредитования. С октября 1999 года банк представлен на Нью-Йоркской фондовой бирже. В конце 2002 года произошло слияние ради поглощения дочернего банка «ЕТЕБА» («Национальный инвестиционный банк промышленного развития», «Εθνική Τράπεζα Επενδύσεων Βιομηχανικής Αναπτύξεως Α.Ε.»), основанного в 1963 году. В апреле 2006 года банк приобрёл за 2,8 млрд долларов США 46 % акций турецкого Finansbank, доля была увеличена в 2007 году до 80 %. В течение 2006 года был куплен Vojvođanska banka в Сербии за 385 млн евро.
В ходе долгового кризиса в Греции 2010 года и дефолта 2015 года банк сильно пострадал. В декабре 2015 года было достигнуто соглашение с Национальным банком Катара о продаже принадлежащей банку доли (99,8 %) турецкого Finansbank за 2,7 млрд евро. Сделка закрыта в июне 2016 года. 12 декабря 2015 года американские депозитарные расписки были сняты с листинга Нью-Йоркской фондовой биржи.
С 2017 по 2019 год были проданы страховая компания The Ethniki Hellenic General Insurance Company SA, дочерние банки на Кипре (National Bank of Greece (Cyprus) Ltd) и в Румынии (Banca Romaneasca S.A.), сеть отделений в Египте, дочерние компании NBG Pangaea REIC, CAC Coral Ltd и Grand Hotel Summer Palace S.A.

## Собственники и руководство
Государственному фонду Hellenic Financial Stability Fund принадлежит 38,9 %, 59,6 % акций находятся в свободном обращении.
- Костас Микелидис (Costas Michaelides, род. в 1949 году) — председатель совета директоров с декабря 2017 года, ранее работал в швейцарских банках UBS и Credit Suisse.
- Павлос Милонас (Παύλος Μυλωνάς, род. в 1958 году) — главный исполнительный директор (CEO) с июля 2018 года, в банке с 2000 года, до этого работал в Организации экономического сотрудничества и развития и Международном валютном фонде[3][2].

## Деятельность
На 2019 год сеть банка насчитывала 390 отделений и 1465 банкоматов; он контролирует около 30 % частных вкладов Греции. Банк обслуживает правительство Греции, которому принадлежат 38,9 % его акций. Банк был представлен в 15 странах, но после распродажи дочерних структур начиная с 2015 года его зарубежное присутствие сократилось до двух стран, Македонии и Мальты, на них приходится менее 4 % выручки.
В отделениях банка работают 11 501 сотрудников (2018). Центральный офис расположен в Никосии на улице Макариос-авеню.
Активы на конец 2020 года составили 77,5 млрд евро, из них 26,8 пришлось на выданные кредиты; принятые депозиты составили 61,2 млрд евро